# Вацлав Залеський
Ва́цлав Мі́хал Зале́ський (пол. Wacław Michał Zaleski, літ. псевдо Wacław z Oleska; 18 вересня 1799, Олесько — 24 лютого 1849, Відень) — польський етнограф, поет, драматург, театральний критик, політик.

## Біографія
Народився у містечку Олесько у шляхетській родині Філіпа Залеського та Мар'яни з Ленських. 1810 року померла мати, а за сім років — батько.
Належав до літературного об'єднання «Конкордія». Закінчив гімназію у Львові. Протягом 1818—1825 років студіював право і філософію у Львівському університеті. Під час навчання заробляв на життя репетиторством. Від 1825 року писав статті про театр у «Розмаїтостях» — додатку «Газети львівської». Сам писав драми і трагедії, частина з яких нині втрачена і лише деякі були видані. Серед драматичних творів відомо про такі як «Болеслав» (1820) «Богдан Хмельницький» (збереглись фрагменти), віршована трагедія «Молодий адвокат» (1821—1822, фрагменти опубліковані по його смерті), «Дума драматична в 5-ти діях», «Юстина».
Від 1828 року рік працював у Новому Сончі. У 1831—1832 роках викладав математику у Львівському університеті.
1835 року одружився з Антоніною Болоз-Антоневич. 1841 року купив у родини дружини села Липники та Скваряву. 1845 року іменований радником двору, а від 1846 — комісаром. Був учителем польської мови у австрійського престолонаслідника архікнязя Франца Йосиф. Ініціював створення у Львові Галицького земельного кредитного товариства. У 1848—1849 роках — генерал-губернатор Королівства Галичини та Володимирії. Був призначений директором Департаменту міністерства внутрішніх справ у Відні, однак через раптову смерть посаду не обійняв. Помер у Відні. Похований у Львові у родинному гробівці на Личаківському цвинтарі, поле № 6. Син Вацлава Залеського — Філіп Кшиштоф (1836—1911) — став відомим політиком, зокрема, обіймав посаду намісника Королівства Галичини та Володимирії. Похований у гробниці разом із батьком.

## Пісні польські й руські
1833 року у Львові в друкарні Франца Піллера Залеський видав книгу польською мовою «Пісні польські й руські люду галицького» (пол. Pieśni polskie i ruskie ludu galicyjskiego). Власне пісні (в основному українські) займали 516 сторінок, 59 припадало на передмову, де Залеський підкреслював значення фольклору для розвитку національної літератури. Там же він висвітлив свої погляди на руську мову, як діалект польської. Нотна частина займала 165 сторінок, друкованих не набірним способом, як уся книга, а з літографічних каменів, що сильно здорожчувало видання. Збірка містила 1496 пісень з різних етнографічних районів Галичини, а також 160 мелодій до них, інструментованих композитором Каролем Ліпінським. Частина пісень була опублікована раніше, решта — зібрана Залеським. Туди ж потрапили і кілька авторських пісень. Загадкою залишається несподівана обізнаність Кароля Ліпінського з галицьким фольклором. Життя Ліпінського у той час, наскільки відомо з досліджень його біографії, не було пов'язане з Галичиною (щоправда, наприкінці він оселився у с. Вірлів на Тернопільщині).

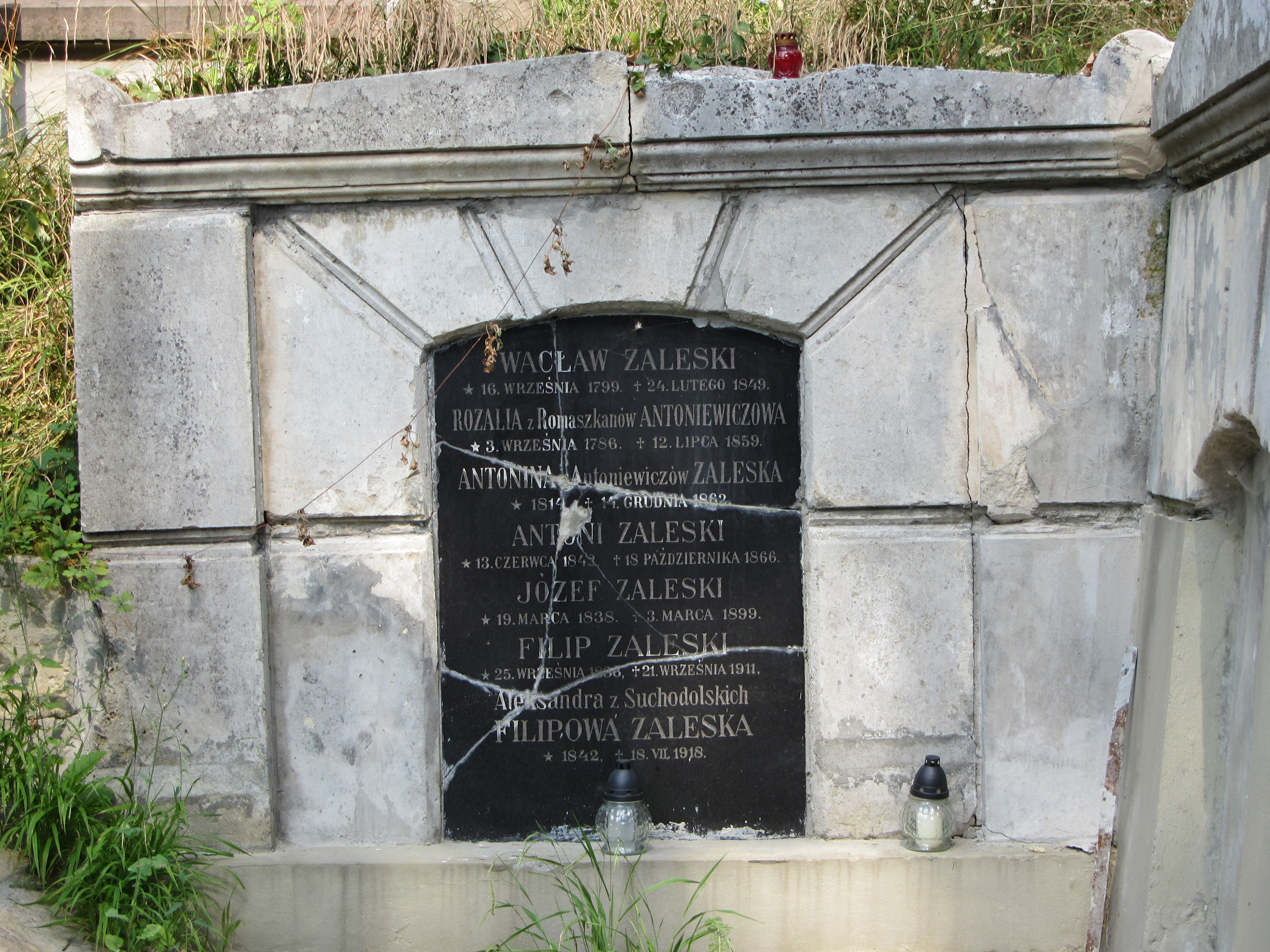
Родинний надгробок у Львові

Збірка стала унікальним явищем як польської, так і української літератури. В Україні по одному примірнику цієї книги збереглося у Науковій бібліотеці Львівського університету та у Львівській науковій бібліотеці імені Стефаника.